# Austrolimnophila (Archilimnophila) subunica
Austrolimnophila (Archilimnophila) subunica is een tweevleugelige uit de familie steltmuggen (Limoniidae). De soort komt voor in het Nearctisch gebied.